# Arroz a la valenciana

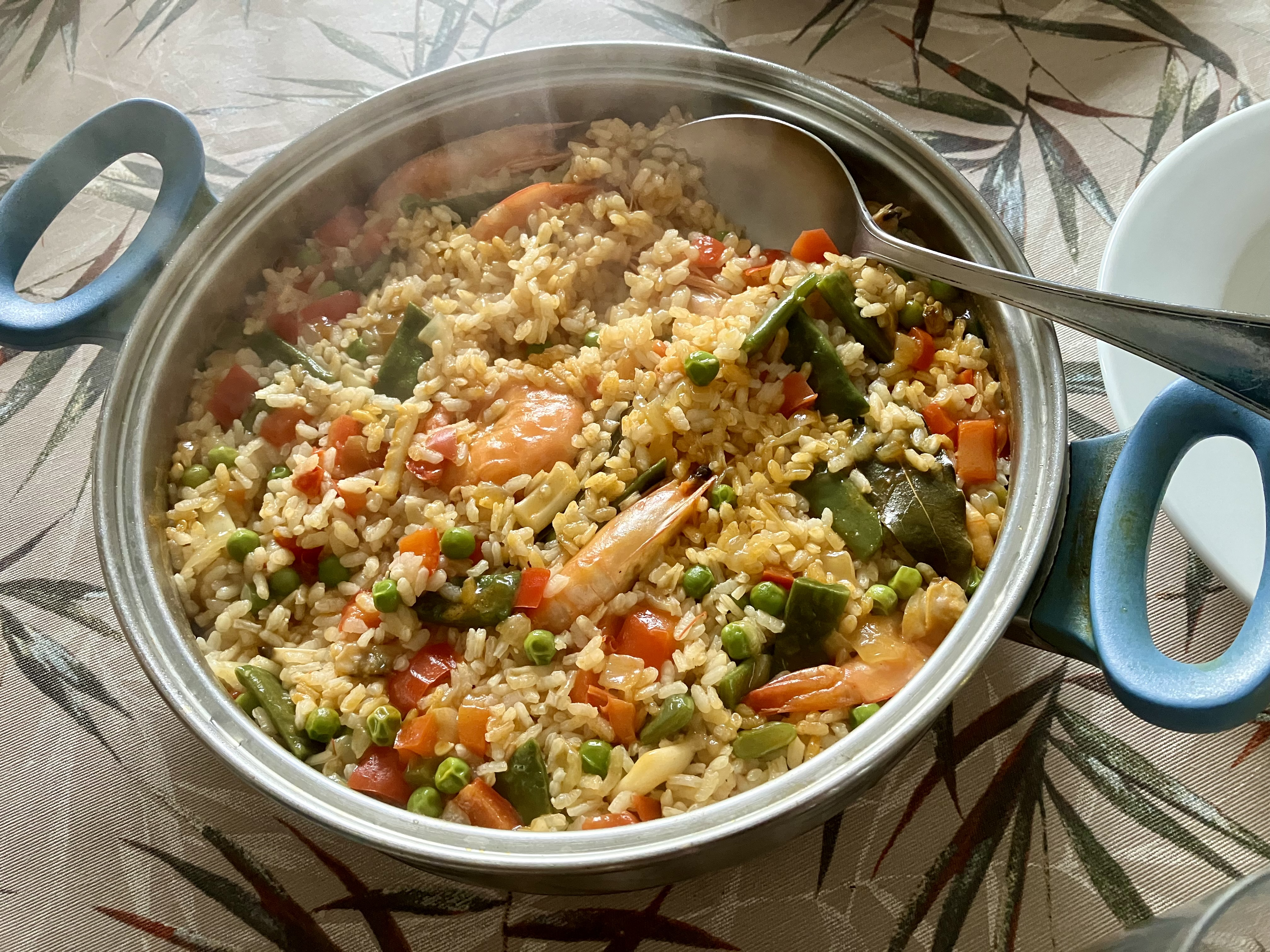
Arroz a la valenciana con marisco.

Arroz a la valenciana (en valenciano, arròs a la valenciana) es la denominación para multitud de platos de arroz de diversas gastronomías del mundo, que tienen como origen la tradición arrocera del antiguo Reino de Valencia, en el este de España. 
La paella es una de las recetas modernas derivadas de la técnica de cocinar el arroz a la valenciana, de la cual se tiene constancia en Valencia desde la Edad Media. La receta fue llevada a América durante la época imperial, mano a mano con la introducción del cultivo del arroz, y actualmente se encuentra en las gastronomías argentina, colombiana, cubana, nicaragüense, uruguaya y venezolana, e históricamente en la mexicana o la puertorriqueña entre otras. Incluso en la cocina filipina se encuentra el arosbalensiyana. En cambio, la paella valenciana, tal y como se conoce hoy día, no surgiría hasta finales del siglo XIX, entre los campesinos de la huerta valenciana. Popularmente en España, cuando una paella lleva otros ingredientes que no son los «propiamente valencianos» recibe el nombre coloquial y despectivo de «arroz con cosas».
Aunque existe una amplia variedad de recetas de arroz a la valenciana, todas tienen en común que el arroz queda seco (sin caldo) y coloreado por diversas especias (originalmente azafrán), además de incluir verduras, carnes y productos del mar.

## Historia
Aunque el arroz probablemente se produjese en Valencia antes de la época andalusí, fueron los árabes quienes extendieron su cultivo y diversificaron su uso. Ello se refleja en recetarios medievales tanto cristianos como musulmanes, en los que se evidencia que ya en aquella época se aromatizaba el arroz con azafrán; ejemplo de ello es el arròs en cassola al forn del Mestre Robert (siglo XVI). Con el paso del tiempo, la cultura del arroz se fue consagrando en Valencia, agregando verduras y carnes. En la época imperial, el arroz a la valenciana se extendería por las colonias españolas en el Nuevo Mundo, de ahí que se pueda encontrar arroz a la valenciana en Nicaragua o Filipinas. La receta se fue adaptando a nuevos ingredientes y al gusto americano.
La primera referencia escrita sobre el arròs a la valenciana se encuentra en el manuscrito del siglo XVIII Avisos y instrucciones per lo principiant cuyiner, del monje franciscano Josep Orri. Poco después, fray Gerónimo de San Pelayo en su libro de cocina publicado en Ciudad de México en 1780, escribió acerca del arroz a la valenciana. También en otro libro de cocina mexicano llamado Nuevo y sencillo arte de cocina (1836), por Antonia Carrillo, se encuentra una receta de «arroz valenciano» que incluía chiles verdes y azafrán. En otro libro de cocina publicado en La Habana en 1862 se encuentra una receta del arroz a la valenciana.
En 1883, José Castro y Serrano comentó que «el arroz a la valenciana, en ninguna provincia se sabe hacer como en Valencia». En un evento religioso en Vergara en 1889 se sirve a los invitados arroz a la valenciana. Ángel Muro, en su Diccionario general de cocina de 1892 incluye una receta de arroz a la valenciana para «rendir homenaje al país del arroz». A partir de los años 1890 se comenzaría a usar «arroz a la paella» ('en la sartén') como sinónimo de arroz a la valenciana.

### En la alta cocina francesa
En La cuisine classique (1868), Urbano Dubois ofrece una guarnición de arroz a la valenciana (garniture de riz à la Valenciennes), que consiste en arroz con tocino y cebolla, cocido en caldo con salchichas chipolatas y  piment rouge d'Espagne (pimentón dulce), con un fondo de alcachofas, champiñones y jamón cocido en dados. En 1889 dio una nueva versión con pollo y tomate. El arroz a la valenciana mantiene su condición de guarnición con Augusto Escoffier, quien lo incluye su libro de cocina Le Guide culinaire (1903), un clásico de la alta cocina clásica. Lo incluye para acompañar supremas de pollo con trufas. Por su parte, José Favre (1905) da la receta de este arroz «como se prepara el arroz en Valencia: cocer el arroz en abundante agua, manteniéndolo entero; escurrirlo en un colador y secarlo ligeramente en el horno; se vuelve a poner en una cacerola, con suficiente cantidad de manteca fina y sal». El riz à la valencienne à la manière espagnole aparece mencionado en el periódico francés Le Gaulois en 1884, definido como «tipo de pilaf hecho con pollo o pescado».

## Distinción entre arroz a la valenciana y paella valenciana
Frecuentemente se usan ambas denominaciones indistintamente para referirse a similares preparaciones de arroz, y, de hecho, se puede considerar a la paella como una variedad particular del arroz a la valenciana.  
La principal diferencia es que la paella tan solo posee 10 ingredientes, que son: el garrofón, el tomate, la judía ferraúra, el pollo, el conejo, sal, aceite de oliva, arroz redondo, agua y azafrán. Estos ingredientes fueron fijados por el chef valenciano Rafael Vidal en el año 2000 y homologados por el Gobierno Valenciano. En cambio, el «arroz a la valenciana» no está estandarizado, y más que una receta es una «familia de recetas» o un método de cocinar el arroz. 
En la cultura popular de España, los valencianos son conocidos por su animadversión hacia las paellas foráneas que no incluyen los ingredientes que son «tradicionales». De manera coloquial, estas preparaciones son llamadas peyorativamente «arroz con cosas», puesto que «no merecen recibir el nombre de paella».

## Arroz a la valenciana por países

### Cocina boliviana
En Bolivia, el arroz a la valenciana es una preparación muy popular que incluye pollo, a veces chorizo, diversas verduras como arvejas, cebolla, tomate, vainitas (ejotes), zanahoria así como papas de la variedad local imilla. El color del arroz viene dado por el uso de pimentón o azafrán, y ají panca, el cual le proporciona cierta pungencia.

### Cocina chilena

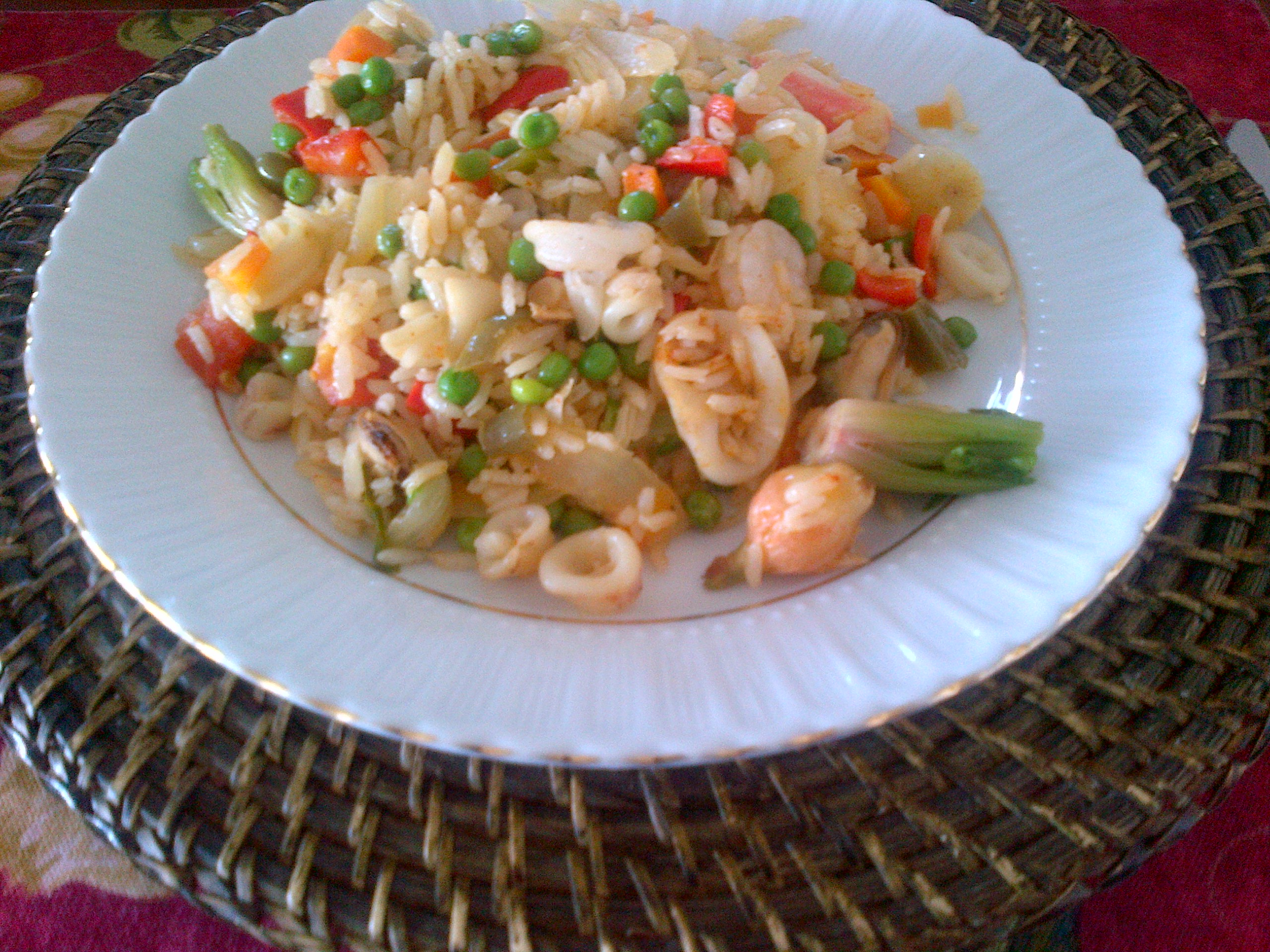
Arroz a la valenciana estilo chileno

El estilo chileno de preparar el arroz a la valenciana se diferencia en el uso de curry o cúrcuma para colorear el arroz, aunque ocasionalmente se encontrar preparado con azafrán, como en la receta original española. A veces es llamado «paella chilena», y contiene primordialmente un surtido de mariscos: almejas, camarones (gambas), choritos (mejillones) y machas. Según el gusto de cada hogar, se le pueden agregar chorizos o pollo. De usarse solo verduras, se denomina «arroz a la jardinera».

### Cocina colombiana
El arroz a la valenciana es un plato típico de la cocina costeña de Colombia. Además de carnes de cerdo o pollo, suele incluir pescado y marisco. El colorante principal es el azafrán. 

### Cocina filipina
En Filipinas, el «arroz valenciana» (arosbalensiyana en ortografía tagala) es apodado la «paelya de pobre», pues contiene ingredientes en menor cantidad y calidad. Se usa una variedad local de arroz glutinoso, llamada malagkit. Las verduras varían de un lugar a otro, aunque por lo general siempre incluye cebolla y pimiento. También se hace uso de la leche de coco. 

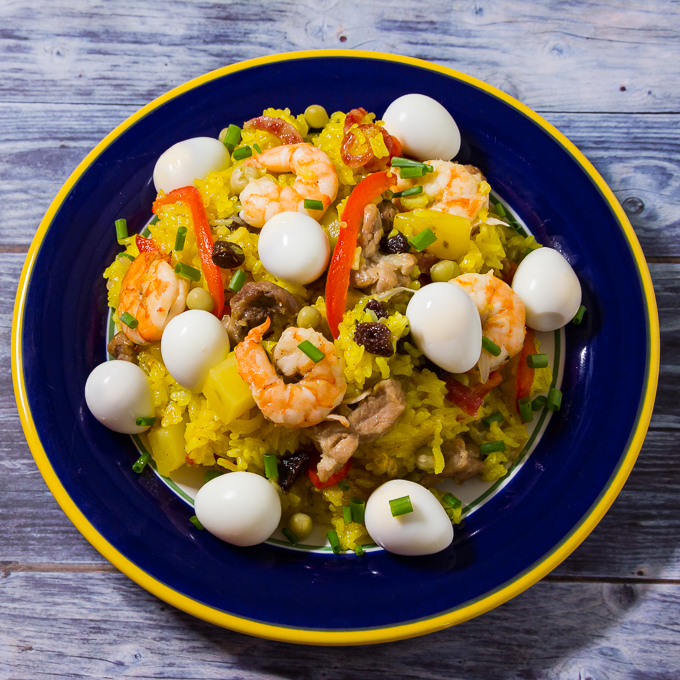
Arroz a la valenciana estilo filipino

Es costumbre, al igual que en algunos lugares de Latinoamérica, aromatizar el plato con algún alcohol, por ejemplo agregando vino blanco o cerveza al sartén, y se usa mantequilla en vez de aceite. También incluye piezas de pollo, a veces chorizo Bilbao, una variante local del chorizo.

### Cocina mariana
La receta de arroz a la valenciana ha llegado hasta las Islas Marianas, ubicadas en el Pacífico, que fueron colonia española en el pasado y estadounidense en la actualidad. Entre los chamorros -sus habitantes- es conocido como balensiåna y se colorea con achiote.

### Cocina nicaragüense
La receta nicaragüense de arroz a la valenciana difiere del original español, pues incluye mantequilla en vez de aceite, cebolla, salsa de tomate, chiltoma y otras verduras según el gusto de cada cocinera. De carnes, suele incluir pollo, jamón o choricitos. Es uno de los platillos más típicos de arroz en Nicaragua, y a veces se puede encontrar como «arroz de piñata», por su carácter festivo.

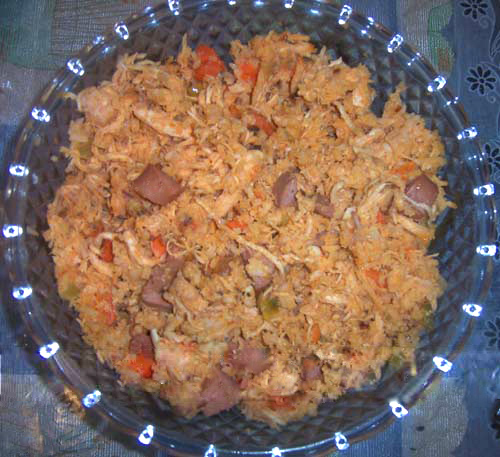
Arroz a la valenciana estilo nicaragüense

### Cocina portuguesa
Si bien existe el arroz à valenciana o paela, un equivalente local es el arroz ao marisco. Como su nombre indica, no mezcla carne con el marisco, se diferencia en que se cuece tapado en cacerola y se elabora con la variedad portuguesa de arroz «carolino». A veces la paela portuguesa se elabora con pollo y/o cerdo, o salchichas, mariscos y calamar, además de diversas verduras como guisantes (ervilhas), pimientos rojos, etc. El color del arroz se debe al uso del azafrán, y el ajo es otro saborizante común.

### Cocina salvadoreña
En El Salvador, el arroz a la valenciana suele incluir huevos duros y varias piezas del pollo, como las pechugas, mollejas o incluso los hígados. Además se le agregan diversas verduras, como cebolla, chícharos (guisantes), elote (maíz) o zanahoria. Como colorante, se usan comúnmente curry o paprika.